# Guus de Jonge
Gustaaf Adolf (Guus) de Jonge (Apeldoorn, 23 februari 1924 – Oegstgeest, 9 maart 2015) was een Nederlands kinderarts die bekendheid kreeg door zijn onderzoek naar het verschijnsel wiegendood.
In oktober 1987 trad hij in het nieuws met een aantal aanbevelingen ter preventie van wiegendood, met name het afraden van slapen in buikligging. Dit was op dat moment controversieel binnen de beroepsgroep en hij kreeg daarom veel kritiek te verwerken. In de jaren daarna, waarin zijn aanbevelingen in toenemende mate werden toegepast, daalde het aantal gevallen van wiegendood in Nederland echter spectaculair. 
De Jonge werd in 1980 benoemd tot hoogleraar kindergeneeskunde aan de VU en ging in 1989 met emeritaat.
Hij overleed exact twee weken na zijn 91e verjaardag.